# 경영통계학
경영통계학(經營統計學)이란 기업경영이 행해지는 범위를 모집단(母集團)으로 하는 통계학으로서, 이들 모집단에 의한 표본추출(標本抽出)로 그 구조를 밝혀내려는 경영학과 통계학이 접목된 응용 학문이다.

## 개요
경영 통계 자료를 바탕으로 기업 방침을 정하고 경영 관리를 행하는 방법을 연구하는 학문으로 기본적인 통계 개념을 배우고, 실제로 통계기법을 이용하여 자료를 분석하는 방법을 배우는 것이 경영통계학의 목적이다. 따라서 경영통계학은 경영수학은 물론 운용 과학(OR) · 경영과학 · 기업경제학 ·  등을 응용하여 기술통계, 추측통계를 위한 확률이론, 추측통계, 비모수통계, 통계분석 등과 계량분석 또는 OR분석을 통하여 연구, 조사, 분석하는 학문으로 보고 있다.
이를테면 자재(資材), 재고관리를 대상으로 하면 자재의 수요를 알기 위해 표본추출에 의한 자재수요의 통계분포를 작성하는 것이 자재재고관리에 응용된 경영통계의 한 단면이다. 이 경우 자재수요가 모집단을 구성한다.

## 경영통계학의 추출방법
모수(母數) 또는 모집단 분포추정 및 검정에 관한 수법, 회귀이론(回歸理論), 실험계획과 변량분석(變量分析) 등의 표본이 실수치변량(實數値變量)의 형태로서의 이론이지만, 더욱 표본이 에크돌 변수의 형태를 취한 다변량해석(多變量解析)도 중요하다. 특히 다중회귀이론·주성분 분석·요인분석·판별함수 등을 들 수 있다. 이들 수법 외에도 표본 조사법이나 시계열 분석법(時系列分析法) 등도 경기변동 분석에 빼놓을 수 없는 수법이다. 이들 수법 중에서 경영통계학으로서 실적이 있는 것은 회귀이론(다중회귀이론을 포함)인데, 수요예측을 산출한 경우에 이들 경제지수 상호의 독립성의 검정이 어려울 경우가 많고, 또 반드시 이론대로 충실히 실시되어 있지 않기 때문에 여러 가지 탄력계수의 정부(正負)에 관해 불합리한 결과를 초래할 경우가 많다. 한편, 주성분 분석이나 요인분석·정준상관(正準相關) 분석 등의 이용에 의하여 제품력 평가(製品力評價)를 시도하는 것도 고려된다. 표본조사법에 의한 시장조사 또는 실험계획법에 의한 시장실험에 의해 구매활동에서 고객의 구매요소의 효과검정들이 시도되고 있으며 검정이론에 입각한 품질관리 또는 발취(拔取)조사 등도 품질관리상 매우 중요한 수법으로서 널리 이용되고 있다.

## 경영통계학의 응용범위 설정
경영통계학의 수법이 응용되는 범위 설정으로서는 경영정보시스템(Management Information System)의 설정과 매우 밀접한 관련성을 갖고 있다. 경영정보시스템은 제품수요 예측시스템·재고－생산－수송시스템 등과 같이 예측－계획－생산－수송 등의 상호관련성을 중시한 기업경영 모델의 형태로 파악되어, 이것이 기업에 정착, 경영의 관리에 이용되는 것이다. 이들 모델은 기업의 형태에 의해 여러 가지 변화가 많고, 일정한 형식을 취하지 않는 것이 많다. 경영정보시스템으로서의 모델을 구성하기에는 모델의 인풋(input), 아웃풋(output), 내부변환기능의 파악과 함께 모델 내부에 등장하는 여러 가지 경영관리에 중대한 영향을 주는 파라미터(parameter)의 추정이 중요해진다. 경영통계학이 응용되는 범위라고 한다면 그것은 이들 파라미터를 포함하는 모델 속에 있고, 파라미터를 중심으로 해서 자료보다 파라미터의 추정이 중요해진다. 또 경영정보시스템의 내부구조에 있어서의 변환기능, 다시 말해서 정보의 상호간의 흐름 속에 각부의 의사결정이 문제가 된다. 이것을 경영의 일상의 관리업무로서 정착시키기 위해 각부에 인풋되는 정보의 분석과 종합처리가 요구되고, 다변량 해석적(多變量解析的)인 수법에 의해 시스템모델을 설정할 경우도 많다. 계획의 단계, 즉 작업계획 및 생산계획 등에서도 작업능률면에서 경영통계학이 응용되는 범위를 찾아 볼 수가 있다. 그러나 경영정보시스템의 설계에서 종종 자료가 전혀 없는 상태, 자료를 추출하는 시간적 여유가 없는 상태에서의 모델구성이 요구될 경우가 많다. 이것은 전혀 다른 면에서 파라미터의 추정이 행해진다. 이를테면 정보이론의 응용 등을 생각할 수 있다. 또한 정보이론과 통계역학적 사고방법을 취하는 것도 있어 원칙적으로는 표본추출에 의존하지 않고 결론을 내리고 있다. 이러한 사고방식은 종종 경영통계학의 중요한 일면을 구성하게 된다.

## 빅데이터 시대, 정보처리
경영통계학, 분석경영학은 경영학, 통계학, 빅데이터분석학 등 다양한 분야의 지식을 포괄하는 융합 분야로서 데이터 기반의 경영과 의사결정을 위해 필요한 제반 도구와 프로세스를 다루는 학문이다. 그러므로 엑셀, SPSS 패키지 등 다양한 방법을 이용하는 기업에서의 통계자료 처리는 경영정보시스템을 운영하는 데 매우 중요하다. 우선 정보는 목적없이 수집되는 것이어서는 안 된다.
만일 목적없이 수집된 것이라면 그 정리와 처리단계에 있어서는 적절한 방법을 잊어버리게 된다. 또 필요없는 막대한 양의 자료를 갖추어야 하며, 정착된 경영정보시스템은 반드시 필요하며 충분한 자료를 요구하게 된다. 이것은 데이터 뱅크로서의 컴퓨터 기억 속에 저장되어야 한다. 또 정기적으로 이들 자료는 경신되어 필요한 시기에는 언제든지 최신정보로서 자료가 제공되어야 한다. 이 자료는 정보검색(情報檢索)으로서의 경영정보시스템 안에서 이용되어야 한다.
그러나 이 모델이 기업내에 정착, 정기적인 사용에 견뎌내기 위해서는 작업에 사용되는 재료비·노동력·노동비에 관한 정보가 데이터 뱅크 안에 저장되어 동시에 경신되어 있지 않으면 안 된다. 정보처리의 한 면은 컴퓨터의 소프트웨어이다. 경영통계학에는 이에 관한 소프트웨어가 최근에 정비되어 왔다. 특히 수법면에서 말한 다변량 해석에 소프트웨어의 충실이 눈에 띄게 나타나고 있다.
주성분 분석을 예로 들어 보면 기업이 갖는 몇 가지 지표 중 독립된 주성분을 추출하는 것이 목적인데, 자산합계(資産合計) · 자본금 · 매출액 · 영업이익 · 순이익 · 자산증가 · 매출액 증가 · 경영이익 증가 · 순이익 증가 등을 변수로 하여, 회사에 관한 자료를 인풋하여 주성분을 찾아내는 것은 쉽고 가능하다. 기업경영에서는 여러 가지 경영통계학의 수법을 컴퓨터로 처리할 수 있도록 소프트웨어를 항상 정비해 둘 필요가 있다. 경영통계학의 수법만으로는 실천적인 면에서 의미가 없는 것은 물론이다. 따라서 기업은 경영통계학의 수법을 살리는 경영의  범위를 경영정보시스템의 내부에 설정, 이것을 기업경영의 관리업무로 정착시키고 처리하는 능력을 갖는 것이 경영통계학을 경영상에 유효하게 살리는 길이다.
이제 빅데이터 시대를 맞아 엄청난 양의 정보가 밀집된 가상공간에 스마트폰과 클라우딩 컴퓨팅 기술을 접목해 빅데이터를 처리하는 오픈소스인 소프트웨어 하둡을 다룰 줄 아는 전문가들이 기업에도 필요하게 되어 경영통계학의 범위에 주목하게 된다. 이처럼 경영통계학은 변화를 거듭하며 모바일 혁명과 클라우딩 컴퓨팅 등 빅데이터라는 큰 패러다임으로 바뀌어 가고 있는 것이다.

## 데이터 사이언티스트
데이터 사이언티스트(데이터과학자)는 빅데이터 전문가로 부르고 있다. 데이터 사이언티스트는 통계 전문가 뿐 아니라 전직 핵물리학자에서부터 신경의학자,해양생물학자 등으로 다양하고 경영학,수학,경제학,산업공학,심리학 등으로 전공도 다양하다. 현대 경제의 대부분의 영역에서 수학과 통계학이 이처럼 중요해진 적은 없다고 세계 경제학자들은 단언한다. 이러한 추세와 함께 경영에 필요한 통계방법도 다양해지고 있다.
이들 데이터 사이언티스트들이 이전 세대의 통계전문가들과 다른 점은 이들이 엑셀 스프레드 쉬트에 도저히 들어갈 수 없는 방대한 양의 데이터를 다룬다는 점이다. 이들이 다루는 데이터의 양은 하도 방대해서 여러 대의 서버를 사용해야만 겨우 데이터의 숫자를 다룰 수 있다. 이들은 또 원하는 답을 얻기 위해 광범위한 컴퓨터 암호를 작성해야만 한다. 데이터 숫자에 도달하면 상관관계 분석과 회귀분석, T검증 등을 거쳐 원하는 패턴을 찾아낸다.
이와함께 전문가의 한부분으로 데이터 애널리스트가 있는데 통계분석의 발전으로 데이터 분석하는 애널리스트는 일인 다역을 해야 하고 다양한 기술을 가져야 하고 통계학의 시각화, 데이터베이스 기술을 갖춰야 하지만 이런 것을 체계적으로 훈련시키는 기관은 아직 없다고 밝히고 있다. 이처럼 정치, 경제, 사회, 과학, 개인 생활은 물론, 예술 분야까지 다양한 데이터 활용이 높아지면서 연구결과를 일반인이 쉽게 이해하도록 그림으로 표현하는 사람 즉, 시각화 과학자(visualization scientist)라고 해야할 데이터 사이언티스트들의 수요가 증가하고 있어 경영학과 통계학이 접목하는 또다른 모습에서 새로운 패러다임이 형성되고 있는 것이다.

## 같이 보기
- 경영정보학
- 경영정보시스템(MIS)
- 빅 데이터